# Jacek Wiśniewski (filolog)
Jacek Wiśniewski – polski filolog, profesor nauk humanistycznych.

## Życiorys
W 1999 r. uzyskał tytuł profesora nauk humanistycznych. Pracował na stanowisku profesora nadzwyczajnego w Wschodzie-Zachodzie Szkole Wyższej im. Henryka Jóźwiaka, w Instytucie Neofilologii Państwowej Wyższej Szkole Zawodowej im. Papieża Jana Pawła II w Białej Podlaskiej, w Instytucie Anglistyki na Wydziale Neofilologii Uniwersytetu Warszawskiego, w Lingwistycznej Szkole Wyższej w Warszawie, oraz w Instytucie Filologii Angielskiej Wydziale Kulturoznawstwa i Filologii Szkole Wyższej Psychologii Społecznej w Warszawie.
Był profesorem zwyczajnym w Katedrze Anglistyki na Wydziale Nauk Humanistycznych i Społecznych SWPS Uniwersytecie Humanistycznospołecznym z siedzibą w Warszawie i kierownikiem w Katedrze Filologii Angielskiej Collegium Civitas.